# Euphthiracarus secundus
Euphthiracarus secundus är en kvalsterart som först beskrevs av Sandór Mahunka 1983.  Euphthiracarus secundus ingår i släktet Euphthiracarus och familjen Euphthiracaridae. Inga underarter finns listade i Catalogue of Life.